# Américo Tomás
Américo de Deus Rodrigues Tomás o Thomaz (Lisboa, Portugal, 19 de noviembre de 1894 - Cascaes, Portugal, 18 de septiembre de 1987) fue un político y militar portugués; decimotercer presidente de la República Portuguesa bajo el Estado Novo.

## Biografía
Américo Tomás ingresó en 1904 en el Liceo de Lapa y concluyó los estudios secundarios en 1911. Estudió dos años en la Facultad de Ciencias y tras este periodo, Tomás se inclinó por la carrera militar e ingresó en 1914 como aspirante a la marina portuguesa. Se casó en 1922 con Gertrudes Ribeiro da Costa, con quien tuvo dos hijas. En esa época sirvió en el buque oceanográfico 5 de octubre, del que llegó a ser comandante.
En su carrera en la marina alcanzó el rango de almirante y ascendió en el escalafón político portugués. Tras la dirección de diferentes grupos de la marina, Tomás ocupó el Ministerio de Marina en 1944, bajo la tercera presidencia de Óscar Carmona. Bajo su gestión se modernizó el área, dándose énfasis a la marina mercante, mejorando el transporte, la defensa y las instalaciones portuarias con ayuda de la OTAN.

## Presidencia
En 1958, con Tomás en la cúspide de su carrera política y militar, es llamado por la Unión Nacional, único partido legal del Estado Novo como candidato a la presidencia de la República, en contra del general Humberto Delgado. Las elecciones dieron como resultado el 75 % de los votos emitidos para Tomás y el 25 % para Delgado. Los datos oficiales fueron proporcionados por el gobierno, y por el decreto de 8 de junio de 1958 no se le permitió a la oposición auditar el procedimiento electoral.
Partidario de la política de ultramar, Tomás enfrentó a mediados de su primera presidencia el inicio de la guerra colonial portuguesa, que se prolongó hasta su destitución. Estas guerrillas desarticularon el régimen de manera acelerada. Bajo su presidencia, Portugal perdió el apoyo de la comunidad internacional, y su imagen se hizo ver como la de un país estancado y conservador, en plena efervescencia cultural europea, especialmente por la represión a los movimientos independentistas de Angola, Mozambique y Guinea-Bissau.
Tras las elecciones presidenciales de 1958, el régimen determinaría, en la revisión constitucional de 1959, que éstas dejarían de ser directas, pasando a ser responsabilidad de un colegio electoral, integrado exclusivamente por miembros de la Unión Nacional. Así, Tomás fue reelegido en 1965.
Un año más tarde el gobierno inauguró el Puente Salazar, que unía los dos extremos de Lisboa, separados por el Río Tajo. Otra obra de similar magnitud fue la inauguración de las primeras estaciones del Metro de Lisboa, al iniciar su primera presidencia.
Tras una etapa de relativa tranquilidad, el primer ministro António de Oliveira Salazar cayó gravemente enfermo y fue sustituido por el profesor doctor Marcelo Caetano. A pesar de no simpatizar con algunas ideas del nuevo jefe de Gobierno, Tomás aceptó la decisión de Salazar de ser sucedido por Caetano, con quien no mantuvo buenas relaciones.
En 1972 Tomás fue reelegido en el marco de una crisis de inestabilidad en el país. En 1974 se inicia la conspiración contra su presidencia que derivó en la Revolución de los Claveles, destinada a la instauración de un régimen democrático. Tomás fue destituido el 25 de abril. Se le removió el rango de almirante y fue expulsado de la marina.

## Muerte
Trasladado a Madeira, de donde se exilió a Brasil, Tomás organizó diversos procesos con el gobierno para retornar a Portugal y ser repuesto en la Marina. Finalmente, durante la presidencia de Ramalho Eanes se le permitió retornar a su país en 1978. No lo restituyeron en su empleo. Tras el abrupto fallecimiento de una de sus dos hijas, Tomás vivió alejado de la vida pública hasta que falleció en 1987, en una clínica de Cascaes a la edad de 92 años. Sus restos están en el panteón familiar del cementerio lisboeta de Ajuda.